# Karl Germer
Karl Germer (22 de janeiro de 1885, Elberfeld, Alemanha - 25 de outubro de 1962, West Point, California) Grande Mestre da O.T.O. (Ordo Templi Orientis) desde 1947 até o ano de sua morte, 1962. Em 1947 assume por ser apontado como sucessor de Aleister Crowley (1875-1947). Germer, herdou o direito das obras de Crowley. Direcionou e manteve uma frequente correspondência com o brasileiro Marcelo Ramos Motta (iniciador de: Raul Seixas e Paulo Coelho).